# 仰げば尊し (2016年のテレビドラマ)
『仰げば尊し』（あおげばとうとし）は、TBS系「日曜劇場」枠で2016年7月17日から9月11日まで日曜日21時 - 21時54分に放送されたテレビドラマである。主演は寺尾聰。

## 企画・制作
1980年代の神奈川県立野庭高等学校の吹奏楽部をモデルに舞台の設定を現代に置き換え、同高校の教師を務めていた中澤忠雄をモデルとした「樋熊迎一」役を寺尾が演じ、不良から更生する少年たちが“音楽の甲子園”と呼ばれる全国高等学校吹奏楽コンクール（全日本吹奏楽コンクールをモデル）に出場して優勝するまでの“奇跡”を描くドラマである（モデル校自体は不良の多い学校ではない）。
脚本はいずみ吉紘、監督は平川雄一朗というTBS系で2008年4月期に放送された青春ドラマ『ROOKIES』の脚本家と演出家が再びタッグを組むことになった。

## あらすじ
舞台は横須賀市。生徒の校内暴力や非行が絶えない神奈川県立美崎高等学校。非行を繰り返す問題児ばかりで、その問題に頭を抱えていた同校校長で、定年を間近に控えた小田桐寛治は、事故の後遺症で音楽の世界から遠ざかっていた元プロサックス奏者の樋熊迎一を非常勤教師として招いた。樋熊は、弱小で無名の吹奏楽部の再建を決意し、部員や教師、部員の家族も樋熊の熱意に感動する。そして、「音楽の甲子園」を目指し、無名高校の吹奏楽部を日本一にするための闘いが始まる。

### 第1音
2015年・初夏、公園で子供達が演奏し樋熊 迎一が指揮をしていた。そこで熱心に子供達に教える姿を見ていた神奈川県立美崎高等学校の校長である小田桐 寛治は同校の吹奏楽部を見てもらえないかと頼み込む。自宅に帰ってきた樋熊は娘の奈津紀に美咲高校の事を聞き評判が悪いとこを知る。その高校は暴力事件で問題になっていた。
翌日、ラジオ体操をしている樋熊に小田桐は本気で学校に来て生徒に教えてもらえないかともう一度頼み込む。そこで樋熊は一度学校に見に行くと伝えた。
樋熊は美咲高校に校長を訪ねに来た。校長室に向かう途中、屋上から落ちてきたタバコの吸殻が樋熊の頭に当たった。樋熊はすぐに屋上に駆け上がって青島 裕人ら5人に誰がタバコの吸殻を落としたのかを聞くが樋熊は殴られ5人は去っていった。殴られた事を知った小田桐は直ぐに屋上に駆け上がり樋熊に「大丈夫ですか」と聞く。樋熊は「不慮の事故ですよ」と伝え「いつから来れば良いですか？」と小田桐に聞く。そして生徒全員の前で小田桐は樋熊の事を紹介する。
その後、全員集会の時、有馬渚に吹奏楽の顧問になって欲しいと頼まれ吹奏楽の実力を知る。
樋熊は顧問になる事を引き受け顧問になる。翌日、樋熊は朝の挨拶をしていた。そこにバイクに乗ってやって来た生徒のバイクに鍵をかける。それを知った青島らは吹奏楽部室に居座り暴動を起こす。樋熊は吹奏楽部に入るよう勧めるが退室して行った。
有馬に青島ら5人が昔にバンドをしていたが高校一年生の時、文化祭で先輩達が邪魔しに来てそのうちの1人が椅子を投げその椅子がギターに当たり青島らはキレてしまい殴り合いになった。青島は手に怪我を負いギターを弾けなくなり、5人はバンドをやめてしまった事を聞く。
樋熊の知り合いの発表会に美咲高校吹奏楽部が出場する事になった事を生徒に伝える。
木藤良らがチケットを高額で売り付けている事を知る。樋熊は木藤良らの所へ行き、お金を返す様に言う。そこでもう一度吹奏楽部に入る事を勧める。
吹奏楽部員は発表会の練習をしていた時に青島らが部室に入って来る。発表会当日、有馬以外の吹奏楽部員は来なかった。その理由は、青島らに脅されていたからだった。
樋熊は後日、校内放送で吹奏楽部員と青島ら5人は部室に来る様に伝えた。部室で青島らに吹奏楽部に入る様に改めて伝える。

## キャスト

### 主要人物
樋熊 迎一（ひくま こういち）
演 - 寺尾聰
美崎高校非常勤教師で、吹奏楽部顧問。かつてはサックス奏者でオーケストラでも活躍していたが、交通事故の後遺症で演奏が出来なくなり、プロとしての活動を断念。以後、自宅や野外で音楽教室を催していた。美崎高校の立て直しを考えていた校長の小田桐寛治はその練習指導に着目。小田桐から熱意ある説得を受け、美崎高校吹奏楽部の教師に就任することとなる。木藤良蓮や青島裕人ら不良グループに真正面で向き合いながら彼らを更生し、そして吹奏楽部を全国レベルの大会へ出場できるよう、指導を重ねていく。最終話ではすい臓がんにより亡くなった。
樋熊 奈津紀
演 - 多部未華子
樋熊の娘。音楽大学の4年生。美崎高校の評判により、樋熊の教員活動を積極的に賛成していなかったが、彼の情熱を徐々に受け入れ、後に教育実習先に美崎高校を希望し、父親を手助けするようになる。樋熊が倒れてからは彼女が吹奏楽部の直接指導にあたり、父の代わりとなり指揮棒を振った。
木藤良 蓮（きとら れん）
演 - 真剣佑（幼少期：中川翼）
青島率いる不良グループの副リーダー的存在。バンド時代はアルトサックス担当。髪を金髪に染め、左耳にピアスをしている。グループの中では精神的に一番大人びており、言葉遣いも穏やかで大らかだが、仲間を助けるためのケンカを厭わず、腕っぷしも強い。青島を気遣い、彼が孤立しないことを願っていたため、青島が安保・高杢・桑田を突き放したときには希望していた留学を一時取り止めたりするなどした。吹奏楽部でもサックス担当。帰国子女で父親は外国にいることが多い。卒業後の進路はアメリカに音楽留学することを希望していた。青島、有馬とは幼馴染。
青島 裕人（あおしま ひろと）
演 - 村上虹郎（幼少期：高木星来）
不良グループのリーダー。バンド時代はヴォーカルとギター担当。学園祭でのライブ中に先輩である陣内剛史らの襲撃に遭い、その時に左手に負わされた怪我が原因でギターが思うように弾けなくなり、バンドは解散した。夢であった自分が最もやりたかった音楽を諦めなくてはならなくなった過去から、樋熊に出会った当初は最も反抗的な態度を取っていた。しかしその後、仲間の変化や思い、樋熊のひたむきさに触れたことで心を入れ替え、覚悟を新たにして正式に吹奏楽部に加入する。口数は少ないながらも気は強く、また情に厚く、不穏な空気になりそうな場を一声で収めたりするなど仲間を引っ張って行くリーダー気質。卒業後の進路は樋熊の意志を受け継ぐ形で教師を目指す。木藤良と有馬とは幼馴染。トランペット担当。
有馬 渚（ありま なぎさ）
演 - 石井杏奈（E-girls）（幼少期：濱田ここね）
吹奏楽部部長。樋熊迎一が赴任した際、吹奏楽部を指導してほしいと懇願する。木藤良と青島とは幼馴染。人知れず家庭の悩みを抱えている。クラリネット担当。
安保 圭太（あぼ けいた）
演 - 北村匠海（DISH//）
木藤良と青島とバンドを組んでいた不良仲間で、キーボードを弾いていた。短ランボンタンに髪型はリーゼントというヤンキースタイル。優しい性格で青島に遠慮していたが、音楽を再びやりたがっていた。樋熊に説得され、吹奏楽部に入部。最初は3rdだったが、1stの向井と入れ替わる。最終回の関東大会では、セカンドとして吹いている描写が見られる。トロンボーン担当。
高杢 金也（たかもく きんや）
演 - 太賀
木藤良と青島とバンドを組んでいた不良仲間で、ドラムを叩いていた。パンチパーマに髭、アロハシャツと長ランボンタンという典型的なツッパリファッションであるが、性格は明るくグループのムードメーカー。語尾が「〜だし」となる喋り方が特徴。安保同様に吹奏楽部へ入部し、パーカッションパートでティンパニを担当。
桑田 勇治
演 - 佐野岳
木藤良と青島とバンドを組んでいた不良仲間で、ベースを弾いていた。安保、高杢同様、短ランボンタンスタイルのヤンキーファッションであるが、カラフルなTシャツや小物を身につけ、髪型も良く変わるなどおしゃれ番長的な存在であり、表面上は軽く振舞いながらも内面は熱い熱血漢。青島を慮って5人でいることを第一にしていたが、安保に感化され、樋熊からも説得され、吹奏楽部へ入部する。チューバ担当。

### 美崎高等学校生徒
古庄 芳喜（ふるしょう よしき）
演 - 矢本悠馬
吹奏楽部部員。ホルン担当。不良グループにライブチケットを強引に買わされ気弱な反面、（自分の）胸に手を当ててみなさいと言われ、女子部員の胸をいきなり触ろうと勘違いをするような抜けたところのある生徒。樋熊が5人を入部させようとする姿勢に否定的だった。
井川 宏達（いがわ こうたつ）
演 - 健太郎
吹奏楽部副部長。サックスパートリーダーでアルトサックス担当。樋熊を信用していなかったが、徐々に影響をされていく。古庄同様、5人の入部は否定的であり、入部後も好意を抱けずにいる。
木部 郁夫
演 - 藤原薫
吹奏楽部部員。ホルン担当。赤い髪の不良。当初は毎朝校門に立ち生徒に挨拶する樋熊を無視していたが、やがて心を開き吹奏楽部に入部する。
向井 美和
演 - 水上京香
吹奏楽部部員。トロンボーンパートリーダー。1st担当だったが、演奏中下を向いてしまうことを樋熊に指摘され、3rdの安保と一時入れ替えられる。有馬と草刈と共に部員全員分のミサンガを編んだ。
草刈 涼子
演 - 岡崎紗絵
吹奏楽部部員。パーカッションパートリーダー。スネアドラム担当。明るい茶髪のギャルで、高杢のことを「てめえ」、「クソパンチ」と呼ぶなど口が悪い。有馬と向井と共に部員全員分のミサンガを編んだ。
石塚 真人
演 - 飯塚真人
吹奏楽部部員。クラリネット担当。
三沢 なつみ
演 - 石崎なつみ
吹奏楽部部員。クラリネット担当。
十亀 聖
演 - 白石聖
吹奏楽部部員。クラリネット担当。
時任 杏奈
演 - ついひじ杏奈
吹奏楽部部員。クラリネット担当。
森 真央
演 - 樋口真央
吹奏楽部部員。クラリネット担当。
植木 啓
演 - 穂坂啓
吹奏楽部部員。クラリネットパートリーダー。
幡野 なつ芽
演 - 陸奥なつ芽
吹奏楽部部員。クラリネット担当。
白浜 羽純
演 - 白鳥羽純
吹奏楽部部員。フルート担当。
新田 日奈子
演 - 田中日奈子
吹奏楽部部員。フルート担当。
丸山 凛
演 - 田中凛
吹奏楽部部員。フルート・オーボエパートリーダー。フルート / ピッコロ担当。
河西 真帆
演 - 真田真帆
吹奏楽部部員。テナーサックス担当。
津山 渓太
演 - 若松渓太
吹奏楽部部員。バリトンサックス / ファゴット担当。
根本 浩志郎
演 - 北澤浩志郎
吹奏楽部部員。トランペット担当。
渡 巧磨
演 - 進巧磨
吹奏楽部部員。トランペット担当。
音無 瑞季
演 - 瑞季
吹奏楽部部員。トランペットパートリーダー。テクニックがあり1stを担当していたがスタミナ不足のため3rdの青島と一時入れ替えられる。
波多 優里花
演 - 高橋優里花
吹奏楽部部員。トロンボーン担当。髪型は常にツインテールでピンクのベストを着ている。安保に好意を寄せている。
芥川 光男
演 - 中川光男
吹奏楽部部員。トロンボーン担当。
碇矢 明日香
演 - 髙戸明日香
吹奏楽部部員。ホルン担当。
松野 大地
演 - 前川大地
吹奏楽部部員。ホルンパートリーダー。
伊達 慶
演 - 伊藤慶
吹奏楽部部員。ユーフォニアム担当。
北爪 嵩
演 - 北川嵩
吹奏楽部部員。ユーフォニアム担当。
相田 にこ
演 - 奈良岡にこ
吹奏楽部部員。ユーフォニアム・チューバパートリーダー。チューバ担当。
門脇 來麗
演 - 飯田來麗
吹奏楽部部員。ファゴット担当。
熊田 奈那華
演 - 佐々木奈那華
吹奏楽部部員。オーボエ担当。
野瀬 大成
演 - 草野大成
吹奏楽部部員。パーカッションパート。バスドラム他担当
菅井 優貴
演 - 浅野優貴
吹奏楽部部員。パーカッションパート。シンバル他担当。金髪に髭の不良。バイクに乗って通学していたところを樋熊に校則違反だと窘められ、何か部活をやるように勧められるが、当初は青島達同様樋熊に対し反抗的な態度を取っていた。その後安保・高杢・桑田が吹奏楽部に入部したと知り後を追うように入部する。

### 美崎高等学校出身者
陣内 剛史
演 - 高畑裕太
木藤良や青島の先輩。在学中に彼らのバンドに嫌がらせをして以来、対立し、なにかと因縁をつけてきた。

### 美崎高等学校教員
新井 宗一
演 - 尾美としのり
社会科教師。樋熊迎一に不良5人組には関わらないようにと忠告していた。
鮫島 照之
演 - 升毅
教頭。生徒の規律や規則に厳格な姿勢。木藤良や青島らを退学させようとするなど、不良グループを信用していない。
小田桐 寛治
演 - 石坂浩二
校長。暴力事件が絶えない美崎高校の危機を救うため、樋熊を教師として招き入れる。

### 吹奏楽部員家族
有馬 浩一（第4音 - 最終音）
演 - 飯田基祐
渚の父。
有馬 美穂子（第4音 - 最終音）
演 - 黒坂真美
渚の義母。
有馬 亮（第4音 - 最終音）
演 - 齋藤絢永
渚の義弟。美穂子の息子。
井川 優（第4音、第6音 - 最終音）
演 - 近江谷太朗
宏達の父。息子の部活動を快く思っていない。
香代子（第5音 - 最終音）
演 - 中島ひろ子
渚の実母。離婚して花屋を経営している。
木藤良 綾乃（第5音、第6音、最終音）
演 - 生田智子
蓮の母。

### その他
神田 善宏（第1音）
演 - 国広富之
教育委員会の委員長。
仙波（第1音、第2音、第5音、最終音）
演 - 島丈明
菅井の運転するバイクの後ろに乗っていた不良。吹奏楽部に入部してすっかり更生した木藤良や青島達元不良仲間を当初はからかっていたが、最終的に応援するようになる。
養護教諭（第1音、第2音）
演 - 野崎萌香
美崎高校の美人養護教諭。陣内に殴られた樋熊の怪我の手当てをした。
小池 克之（第4音、第5音）
演 - 泉澤祐希
明宝高校吹奏楽部員。井川の中学時代の同級生。合宿で再会した井川に喫煙の濡れ衣を着せるが、失敗に終わる。
樽谷 哲郎（第4音、第5音、最終音）
演 - 東根作寿英
明宝高校吹奏楽部顧問。
明宝高校吹奏楽部員（第4音）
演 - 舟津大地、石見海人
樋熊 律子（第5音）
演 - 麻生祐未
樋熊の妻。他界している。
御堂 鏡子（第5音 - 最終音）
演 - 霧島れいか
樋熊の主治医。
地区大会案内係（第6音）
演 - 松本さやか

## エキストラ出演
- 埼玉県立所沢北高等学校吹奏楽部
  - 第1音冒頭部で出演。関東吹奏楽コンクールでの他校の演奏を担当した。撮影場所: 所沢市民文化センター ミューズ アークホール(埼玉県所沢市)。演奏曲: A.リード作曲「アルメニアン・ダンス パート1」

- 東京都立府中東高等学校吹奏楽部、東京都立国際高等学校ウインドアンサンブル部
  - 第4音出演。明宝高校吹奏楽部の演奏練習シーンを担当した。撮影場所: 武蔵野音楽大学・入間キャンパス、コンサートホール「バッハザール」(埼玉県入間市)。演奏曲: 佐藤邦宏作曲･第63回(2015年)全日本吹奏楽コンクール課題曲II「マーチ『春の道を歩こう』」

- 国本女子中学高等学校吹奏楽部
  - 第7音出演。撮影場所: 神奈川県大会での他校の演奏を担当した。撮影場所: 習志野文化ホール(千葉県習志野市)。演奏曲: A.リード作曲「オセロ」

## スタッフ
- 脚本 - いずみ吉紘、三好昭央
- 原案 - 石川高子『ブラバンキッズ・ラプソディー』、『ブラバンキッズ・オデッセイ』（三五館刊）
- 主題歌 - BUMP OF CHICKEN「アリア」（TOY`S FACTORY）[3]
- 音楽 - 髙見優
- スタジオ - 緑山スタジオ・シティ
- ロケ協力 - よこすか芸術劇場、かつしかシンフォニーヒルズ
- 編成 - 中井芳彦、今井夏木
- 演出 - 平川雄一朗、吉田健、福田亮介
- プロデューサー - 佐藤善宏（東宝）、大西孝幸（東宝）
- 製作著作 - 東宝、TBS

## 放送日程
| 各話                                                            | 放送日  | サブタイトル                                              | 演出       | 視聴率 | 備考     |
| --------------------------------------------------------------- | ------- | --------------------------------------------------------- | ---------- | ------ | -------- |
| 第1話                                                           | 7月17日 | ジジイって呼ぶな! 不良VS60歳の新人教師 実在した奇跡の物語 | 平川雄一朗 | 11.4%  | 25分拡大 |
| 第2話                                                           | 7月24日 | 夢なんてダッセェ! 落ちこぼれの逆襲!!                      | 平川雄一朗 | 11.7%  | 15分拡大 |
| 第3話                                                           | 7月31日 | いくじなしの卒業                                          | 吉田健     | 9.9%   |          |
| 第4話                                                           | 8月07日 | 先生の命の炎                                              | 福田亮介   | 9.9%   |          |
| 第5話                                                           | 8月21日 | 余命宣告への挑戦                                          | 平川雄一朗 | 9.3%   |          |
| 第6話                                                           | 8月28日 | 先生の命の授業                                            | 吉田健     | 9.3%   |          |
| 第7話                                                           | 9月04日 | 最終章〜奇跡の勝利 先生の最後の決意                       | 福田亮介   | 10.6%  |          |
| 最終話                                                          | 9月11日 | 別れと奇跡                                                | 平川雄一朗 | 12.2%  |          |
| 平均視聴率 10.5% （視聴率はビデオリサーチ調べ、関東地区・世帯） |         |                                                           |            |        |          |

- 8月14日はリオデジャネイロオリンピック中継のため休止。

## 受賞
- 第5回コンフィデンスアワード・ドラマ賞 新人賞（石井杏奈）[12]

## 備考
- 高校生の喫煙場面があることから、番組エンディングでブラックバックに白抜きのテロップで「高校生の喫煙場面がありますが、未成年者の喫煙は法律で固く禁止されています。ストーリー上のフィクションですので、絶対に真似しないで下さい。」という注意喚起が表示された。この注意喚起は、本作と同様に不良から立ち直る高校生の部活動を題材とした『ROOKIES』や『タンブリング』、『今日から俺は!!』でも行われている。
- 出演者の1人であった高畑裕太が不祥事を起こして逮捕され、後に所属事務所を解雇された影響により、Blu-ray・DVD-BOXの発売は未定となっている。
- 高畑の不祥事の影響により、配信はしばらく行っていなかったが、高畑との合意が得られたため、2020年4月1日よりParavi、Huluにて配信されている。